# Żaksyłyk Üszkempyrow
Żaksyłyk Ämyrälyuły Üszkempyrow (kaz. Жақсылық Әмірәліұлы Үшкемпіров; ur. 6 maja 1951 w sowchozie „Czapajew” (obecnie Tegistik), zm. 2 sierpnia 2020 w Nur-Sułtanie) – radziecki zapaśnik kazachskiego pochodzenia. Jako zawodnik reprezentacji Związku Radzieckiego złoty medalista XXII Letnich Igrzysk Olimpijskich z Moskwy z 1980.
Walczył w stylu klasycznym. Zapasy zaczął uprawiać w 1969. Był mistrzem Związku Radzieckiego w 1975 i 1980; wicemistrzem w 1974 i 1978; trzeci w 1973 i 1979. Zawody rozegrane w 1980 były jego jedynymi igrzyskami olimpijskimi. Złoto wywalczył w najniższej kategorii wagowej, do 48 kilogramów (papierowej). Podczas mistrzostw świata zwyciężył w 1981. Zdobył srebro mistrzostw Europy w 1980. Był drugi w Pucharze Świata w 1982.